# CUGBP2
CUGBP2‏ (CUGBP Elav-like family member 2) هوَ بروتين يُشَفر بواسطة جين CUGBP2 في الإنسان.